# 1. junij
1. junij je 152. dan leta (153. v prestopnih letih) v gregorijanskem koledarju. Ostaja še 213 dni.

## Dogodki
- 1533 – Anne Boleyn, žena Henrika VIII. je okronana za angleško kraljico
- 1792 – Kentucky postane 15. zvezna država ZDA
- 1796 – Tennessee postane 16. zvezna država ZDA
- 1809 – Turki premagajo uporne Srbe na hribu Čegar pri Nišu in iz lobanj premagancev postavijo stolp Ćele kula
- 1831 – James Clark Ross na polotoku Boothia določi položaj severnega magnetnega pola
- 1857 – v Berlinu je ustanovljena Svetovna poštna zveza
- 1890 – za obdelavo rezultatov popisa prebivalstva v ZDA začno uporabljati »tabulatorske stroje« Hermana Holleritha
- 1910 – začetek odprave Terra Nova, v kateri je Robert Falcon Scott poskušal doseči Južni tečaj
- 1919 – ustanovljena Samostojna kmetijska stranka
- 1924 – trboveljski delavci se spopadejo s pripadniki organizacije Orjuna, na vsaki strani padejo 3 žrtve
- 1938 – v ZDA izide prvi strip o Supermanu
- 1945 – začetek britanske zasedbe Sirije in Libanona
- 1958 – Charles de Gaulle se vrne v politiko in postane predsednik vlade
- 1962 – izvršena smrtna kazen nad Adolfom Eichmannom
- 1967 – izide album Sgt. Pepper's Lonely Hearts Club Band skupine The Beatles
- 1974 – eksplozija v kemični tovarni v Flixboroughu zahteva 28 žrtev
- 1979 – po 90-ih letih temnopolto prebivalstvo prevzame oblast od Iana Smitha v Rodeziji (današnjem Zimbabveju)
- 1980:
  - oddajati začne Cable News Network (CNN)
  - ustanovitev slovenske skupine Laibach v Trbovljah
- 2003 – Ljudska republika Kitajska začne polniti vodni zbiralnik za jezom Treh sotesk, vodna gladina se dvigne skoraj za 100 m
- 2005 – bosanskohercegovski deminerski vod odpotuje na prvo vojaško misijo BiH; in to v Irak
- 2022 – mandat nastopi 15. vlada Republike Slovenije, pod vodstvom Roberta Goloba

## Rojstva
- 1076 – Mstislav I., kijevski knez († 1132)
- 1300 – Thomas Brotherton, angleški princ, 1. grof Norfolk († 1338)
- 1633 – Geminiano Montanari, italijanski astronom († 1687)
- 1675 – Francesco Scipione di Maffei, italijanski dramatik, arheolog, učenjak († 1755)
- 1771 – Ferdinando Paër, italijanski skladatelj (†1839)
- 1780 – Carl von Clausewitz, pruski vojaški teoretik († 1831)
- 1790 – Ferdinand Raimund, avstrijski dramatik († 1836)
- 1796 – Nicolas Léonard Sadi Carnot, francoski matematik, fizik († 1832)
- 1804 – Mihail Glinka, ruski skladatelj († 1857)
- 1850 – Semseddin Sami Fraseri, turški pisatelj, leksikograf († 1904)
- 1884 – Ivan Vurnik, slovenski arhitekt († 1971)
- 1886 – Vladimir Becić, hrvaški slikar († 1954)
- 1895 – Tadeusz Bór-Komorowski, poljski general († 1966)
- 1899 – Edward Charles Titchmarsh, angleški matematik († 1963)
- 1907 – Frank Whittle, angleški letalski inženir, pilot († 1996)
- 1916 – Jean Jérôme Hamer, belgijski kardinal († 1996)
- 1926: 
  - Andy Griffith († 2012)
  - Marilyn Monroe, ameriška filmska igralka († 1962)
- 1928 – Georgij Timofejevič Dobrovoljski, ruski kozmonavt († 1971)
- 1934 – Pat Boone, ameriški pevec
- 1937: 
  - Morgan Freeman, ameriški igralec in režiser
  - Colleen McCullough, avstralska pisateljica († 2015)
- 1938 – Carlo Caffarra, italijanski kardinal († 2017)
- 1940 – René Auberjonois, ameriški filmski igralec († 2019)
- 1947 – Ron Wood, britanski kitarist
- 1951 – Zvonko Kovač, hrvaški slovenist in literarni zgodovinar
- 1956 – Lisa Hartman Black
- 1959 – Martin Brundle, angleški avtomobilistični dirkač
- 1960 – Vladimir Krutov, ruski hokejist († 2012)
- 1961 – Peter Machajdik, slovaški skladatelj
- 1968 – Jason Donovan
- 1965 – Nigel Short, angleški šahist
- 1974 – Alanis Morissette, kanadska pevka
- 1977 – Sarah Wayne Callies, ameriška filmska in televizijska igralka
- 1979 – Aleš Pajovič, slovenski rokometaš
- 1982 – Justine Henin-Hardenne, belgijska tenisačica
- 1988:
  - Domagoj Duvnjak, hrvaški rokometaš
  - Javier Hernández Balcázar, mehiški nogometaš
- 1989 – Gloria Kotnik, slovenska deskarka
- 1996 – Tom Holland, angleški filmski igralec

## Smrti
- 1186 – Minamoto Jukiie, japonski bojevnik
- 1254 – Kitabake Čikafusa, japonski plemič, zgodovinar († 1354)
- 1310 – Marguerite Porete, francoska mistikinja, krivoverka
- 1740 – Samuel Werenfels, švicarski teolog (* 1657)
- 1815 – Louis Alexandre Berthier, francoski maršal (* 1753)
- 1823 – Louis-Nicolas Davout, francoski maršal (* 1770)
- 1841 – Nicolas Appert, francoski kuhar, slaščičar (* 1749)
- 1846 – Gregor XVI., papež italijanskega rodu (* 1765)
- 1854 – Josipina Urbančič Turnograjska, slovenska pisateljica (* 1833)
- 1868 – James Buchanan, ameriški predsednik (* 1791)
- 1876 – Hristo Botev, bolgarski pesnik, domoljub (* 1849)
- 1901 – Pavlina Pajk, slovenska pisateljica (* 1854)
- 1927 – John Bagnell Bury, britanski zgodovinar, jezikoslovec (* 1861)
- 1935 – Arthur Arz von Straußenburg, avstrijski general (* 1857)
- 1943 – Leslie Howard Steiner, britanski filmski igralec madžarskega rodu (* 1893)
- 1946:
  - Leo Slezak, avstrijski operni pevec, komik (* 1873)
  - Ion Antonescu, romunski politik in general (* 1882)
- 1952 – John Dewey, ameriški filozof, psiholog in pedagog (* 1859)
- 1954 – Martin Andersen Nexø, danski pisatelj (* 1869)
- 1959 – Arthur Henry Sarsfield Ward - Sax Rohmer, angleški pisatelj (* 1883)
- 1962 – Adolf Eichmann, nemški nacistični uradnik (* 1906)
- 1968 – Helen Keller, ameriška pisateljica, aktivistka (* 1880)
- 1969 – Ivar Ballangrud, norveški hitrostni drsalec (* 1904)
- 1971 – Reinhold Niebuhr, ameriški protestantski teolog (* 1892)
- 1978 – Marija Breznik, slovenska učiteljica in knjižničarka (* 1896)
- 1979 – Werner Forssmann, nemški kirurg, nobelovec 1956 (* 1904)
- 1980 – Arthur Charles Nielsen, ameriški poslovnež (* 1897)
- 1983 – Anna Seghers - Netty Radvanyi-Reiling, nemška pisateljica (* 1900)
- 1986 – Jo Gartner, avstrijski avtomobilistični dirkač (* 1954)
- 2001 – Birendra, nepalski kralj (* 1945)
- 2018 – Sinan Sakić, srbski pevec (* 1956)
- 2020 – Janez Kocijančič, slovenski politik (* 1941)

## Prazniki in obredi
- dan pehote Slovenske vojske